# Carnotgrupp
Inom matematiken är en Carnotgrupp en enkelt sammanhängande nilpotent Liegrupp tillsammans med en derivation av dess Liealgebra så att delrummet med egenvärde 1 genererar Liealgebran. Carnotgrupper har en Carnot–Carathéodorymetrik. De introducerades av Pansu (1982, 1989) och Mitchell (1985).